# Albinea
Albinea  (Albinèa o La Fôla in dialetto reggiano) è un comune italiano di 8 953 abitanti sito nella prima quinta collinare della provincia di Reggio Emilia, nella regione Emilia-Romagna.

## Geografia fisica
Il comune di Albinea si estende sulle prime colline reggiane alla destra del torrente Crostolo, 10 km a sud di Reggio Emilia, occupando una superficie di 44,02 km². I principali corsi d'acqua, oltre al già citato torrente Crostolo, sono il torrente Lavezza, i rii Lavacchiello, Lodola e Arianna.
Confina con i comuni di Reggio Emilia a nord, Scandiano ad est, Viano e Vezzano sul Crostolo a sud, e Quattro Castella ad ovest.

## Origini del nome
Il toponimo è documentato nel 1302 come Albineto e assume la forma attuale già nel 1318. È molto probabile che derivi da àlbina che, a sua volta, deriva dal tardo latino albarus che significa albaro, ossia il pioppo bianco.

## Storia
La storia albinetana fornisce prove di insediamenti preistorici ritrovate in diversi punti del comune: in località Botteghe (dove si segnalano tracce di insediamenti dell'età romana), in località Broletto e nella grotta naturale detta «Tana della Mussina» presso la località Borzano.
La Pieve di Albinea, uno dei simboli della storia di questo comune, compare nel diploma di Ottone II del 980, con titolo di San Prospero, cui si aggiunse in seguito quello della Natività di Maria Vergine. Albinea è nominata nel 1057 in una bolla del papa Stefano IX in favore del monastero di San Prospero. Dal 1070 Albinea, con il castello e la Pieve, era possesso del vescovo di Reggio che vi aveva anche un palazzo. Nel 1412 il pontefice Giovanni XXII eresse in contea il feudo di Albinea e ne concesse l'investitura a Giovanni Manfredi che già possedeva Borzano, Jano, Montericco, Pratissolo e Mucciatella. La famiglia detenne il feudo sino al 1730. Nel 1738 il duca Francesco III d'Este ne investì il marchese Alessandro Frosini. 
Di particolare rilievo anche la storia del castello di Montericco, possesso in principio sempre del vescovo di Reggio come la Pieve di Albinea,poi dei Fogliani, quindi dei Manfredi e di altri. Alla fine del XVIII secolo Montericco aveva 488 abitanti.
Il comune di Borzano è ricordato in documenti del 1315. Si conservò autonomo rispetto ad Albinea sino alla fine del XVIII secolo quando aveva una popolazione di 896 abitanti, mentre Albinea ne contava meno di 600.
Albinea dal 1797 al 1805 fu aggregata al comune di Reggio, poi nel 1808 fu accorpata al comune di Vezzano sul Crostolo, e con la Restaurazione fu unita al comune di Scandiano che già possedeva le Ville di Borzano e Montericco. Solo nel 1859 Farini ne ripristinò l'autonomia, comprendendovi Borzano e Montericco come sue frazioni.
Evento curioso fu l'istituzione della sede comunale e del capoluogo stesso in quanto nel 1859 non vi era nessun centro abitato di rilievo nell'attuale territorio comunale e le uniche abitazioni erano casolari e case contadine sparse. La sede comunale fu pertanto posta nella località di La Fola, al centro esatto del territorio, presso una locanda detta appunto "della Fola". In seguito alla località di La Fola venne cambiato il nome in Albinea per fornire un legame di continuità con uno dei primi insediamenti storici del territorio comunale appena formatosi. Questo fu possibile in quanto la sede dell'originaria Albinea, ovvero il piccolo borgo abitato, in reggiano Brolo, cresciuto ai piedi della Pieve di Albinea, nel corso dei secoli, aveva cambiato la sua toponomastica da Albinea a Brolo della Pieve di Albinea all'attuale Broletto.

1901.Veduta del vecchio municipio di Albinea, demolito nel 1972, e della "pesa pubblica comunale" abbattuta nel 1926 per la costruzione del monumento ai caduti della prima guerra mondiale. Fonte: Biblioteca A. Panizzi (RE)

Negli anni venti e trenta del '900 furono costruite attorno al neo capoluogo comunale e alla locanda "della Fola" ora divenuto sede Municipale, alcuni edifici pubblici e privati.
Il territorio comunale, come il resto del Nord Italia durante la seconda guerra mondiale fu assoggettato alla Repubblica di Salò e all'occupazione tedesca.
Durante questo periodo, presso la frazione di Botteghe, in due edifici storici, Villa Rossi e Villa Calvi, dal 1944 al 1945 ebbe sede la V° sezione del comando generale tedesco in Italia ed il quartier generale del LI Gebirgskorps, il corpo alpino tedesco dislocato sulla Linea Gotica occidentale tra La Spezia ed il confine bolognese.
La notte del 27 marzo 1945, un manipolo di cento uomini del cosiddetto Battaglione Alleato, composto da paracadutisti britannici del 2nd SAS-Special Air Service, partigiani italiani della squadra speciale "Gufo nero" della 26ª e 145ª Brigata Garibaldi ed un battaglione di partigiani sovietici, sferrò un attacco a sorpresa al comando generale tedesco dislocato a Botteghe d'Albinea. L'attacco, guidato dal maggiore inglese Roy Farran, fu lanciato con la carica di una cornamusa suonata dallo scozzese David Kirkpatrick che si paracadutò in kilt qualche giorno prima sull'Appennino Reggiano. Nell'azione segreta, che portava il nome in codice di "Operazione Tombola", morirono tre paracadutisti inglesi a Villa Rossi. Le perdite tedesche tra morti e feriti furono di 60 uomini. Il comando, in collegamento diretto con il quartier generale del Terzo Reich a Berlino, fu distrutto, e con esso tutta la cartografia e parte delle ville fortemente danneggiate a causa delle fiamme (oggi sono state restaurate e si presentano praticamente identiche ad allora, anche se Villa Calvi porta ancora i segni di quella notte di marzo del 1945).
L'azione accelerò lo sfondamento della Linea Gotica da parte degli anglo-americani, tanto che Roy Farran fu decorato dall'esercito statunitense. I capi partigiani italiani Gianni Farri (26a Garibaldi) e Glauco "Gordon" Monducci (Gufo nero) furono decorati rispettivamente con la Bronze Star americana e la medaglia d'argento al valor militare. Come ricompensa morale per la sua azione in cui rimase ferito, Monducci fu anche invitato all'incoronazione della regina Elisabetta a Londra nel giugno 1953. La morte di tre soldati inglesi (J.A. Riccomini, S. Bolden, S. Guscott) ed il fatto che l'attacco fu sferrato al suono di una cornamusa scozzese (unica volta nella storia per le truppe speciali dei SAS britanniche) fecero classificare l'azione come militare e non partigiana. Così non ci fu alcuna rappresaglia nazista contro la popolazione civile di Albinea e si risparmiarono centinaia di vite umane. Queste vicende, importanti per la storia della Resistenza europea, sono state narrate nel romanzo storico Il bracciale di sterline di Matteo Incerti e Valentina Ruozi (Aliberti 2011). Il celebre gruppo musicale dei Modena City Ramblers ha dedicato a questo attacco e alle storie narrate nel libro di Incerti e Ruozi un disco corale denominato Battaglione Alleato uscito nel marzo 2012.
Nel dopoguerra Albinea iniziò lentamente a perdere il suo carattere di comune agricolo con l'insediamento di alcuni stabilimenti e l'arrivo di nuovi abitanti da tutta la provincia. Oggi è uno dei comuni più ricchi dell'intera provincia di Reggio nell'Emilia.

### Simboli
Lo stemma e il gonfalone sono stati concessi con regio decreto del 25 aprile 1929.
Le corone simboleggiano le tre comunità, un tempo autonome, di Borzano, Montericco e Albinea riunitesi per la prima volta in epoca feudale e rappresentate invece in un antico sigillo
come tre castelli su uno sfondo montuoso naturale.
Il gonfalone è un drappo di bianco.

## Monumenti e luoghi d'interesse

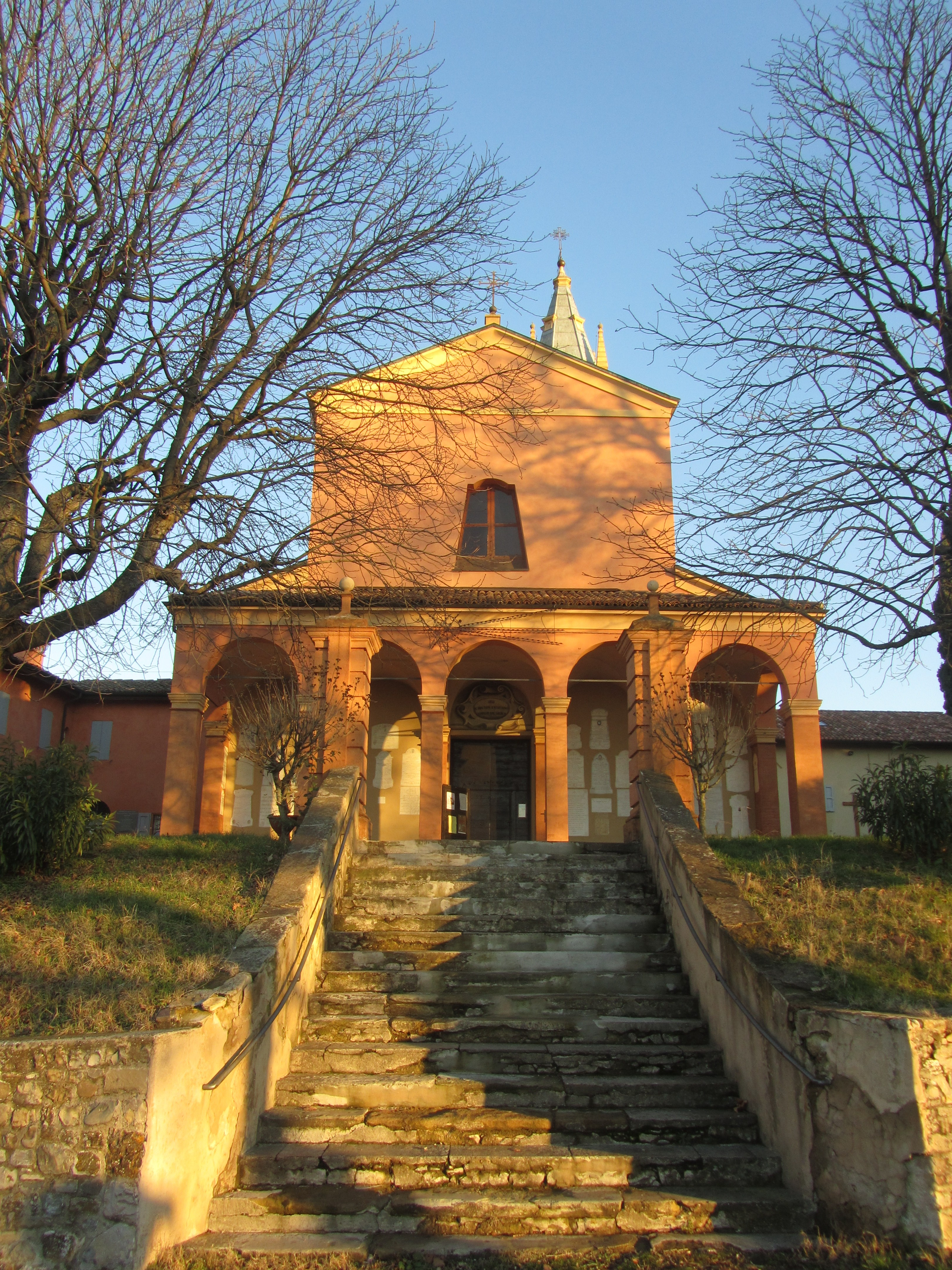
La chiesa della Natività della Beata Vergine Maria

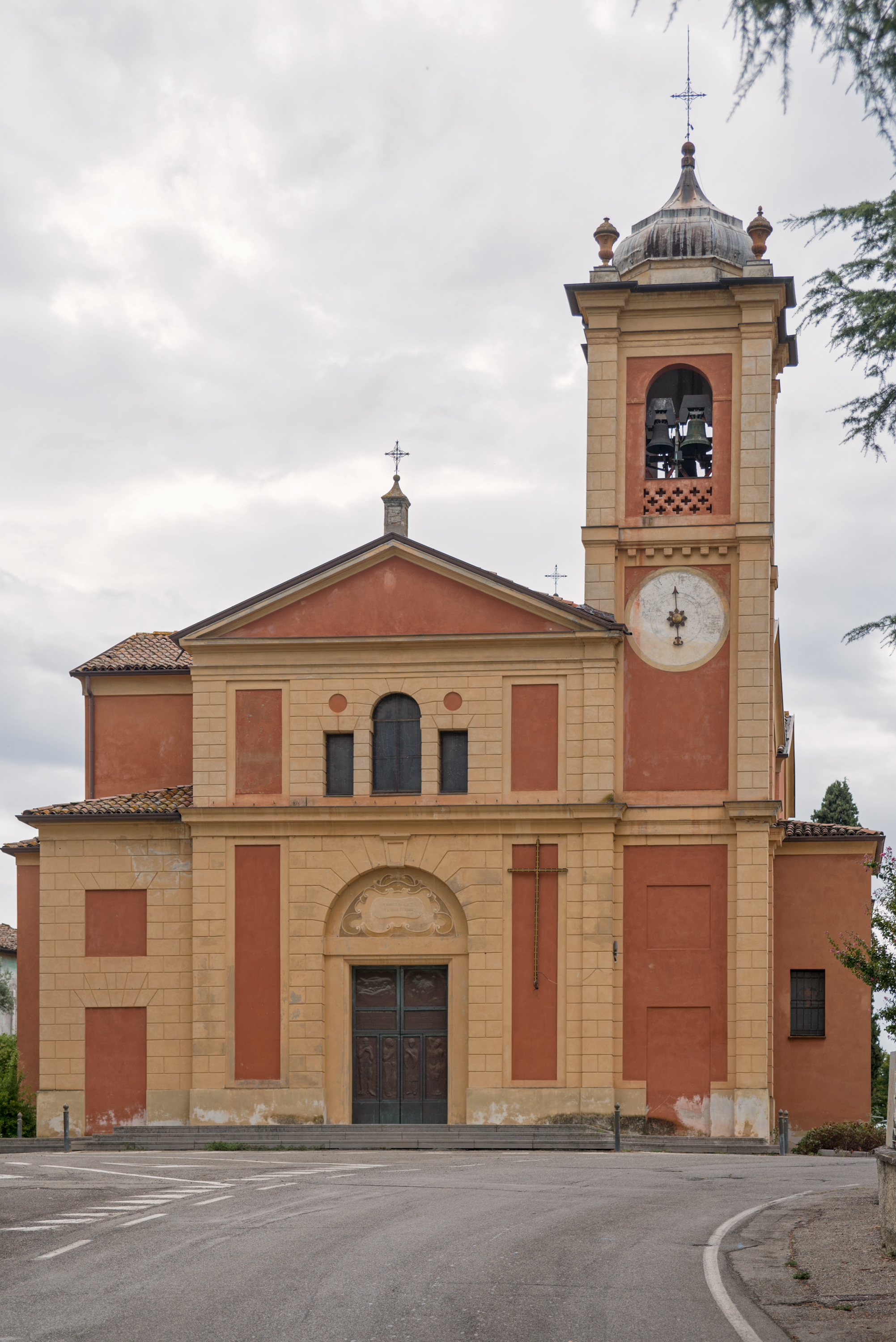
La chiesa della Beata Vergine Maria a Borzano.

### Architetture religiose
- Chiesa della Natività della Beata Vergine Maria, l'antica pieve di Albinea, già esistente nel X secolo fu rifatta nelle attuali forme barocche nel XVIII secolo;
- Chiesa di San Gaetano di Thiene, ad Albinea;
- Chiesa di Santa Maria dell'Oliveto nella frazione di Montericco;
- Chiesa della Beata Vergine Immacolata di Lourdes nella frazione di Montericco, costruita in forma neogotiche tra il 1896 ed il 1910;
- Chiesa della Beata Vergine Maria nella frazione di Borzano;
- Chiesa di San Giovanni in Castello nella frazione di Borzano

### Architetture militari
- Castello di Albinea
- Castello di Borzano
- Castello di Montericco

### Architetture civili
- Villa Arnò
- Villa Calvi
- Villa Crocioni
- Villa Della Salda
- Villa Manzotti
- Villa Merelli
- Villa Rossi
- Villa Sforza
- Villa Taccoli
- Villa Tarabini
- Villa Viani
- Villa Viganò

## Società

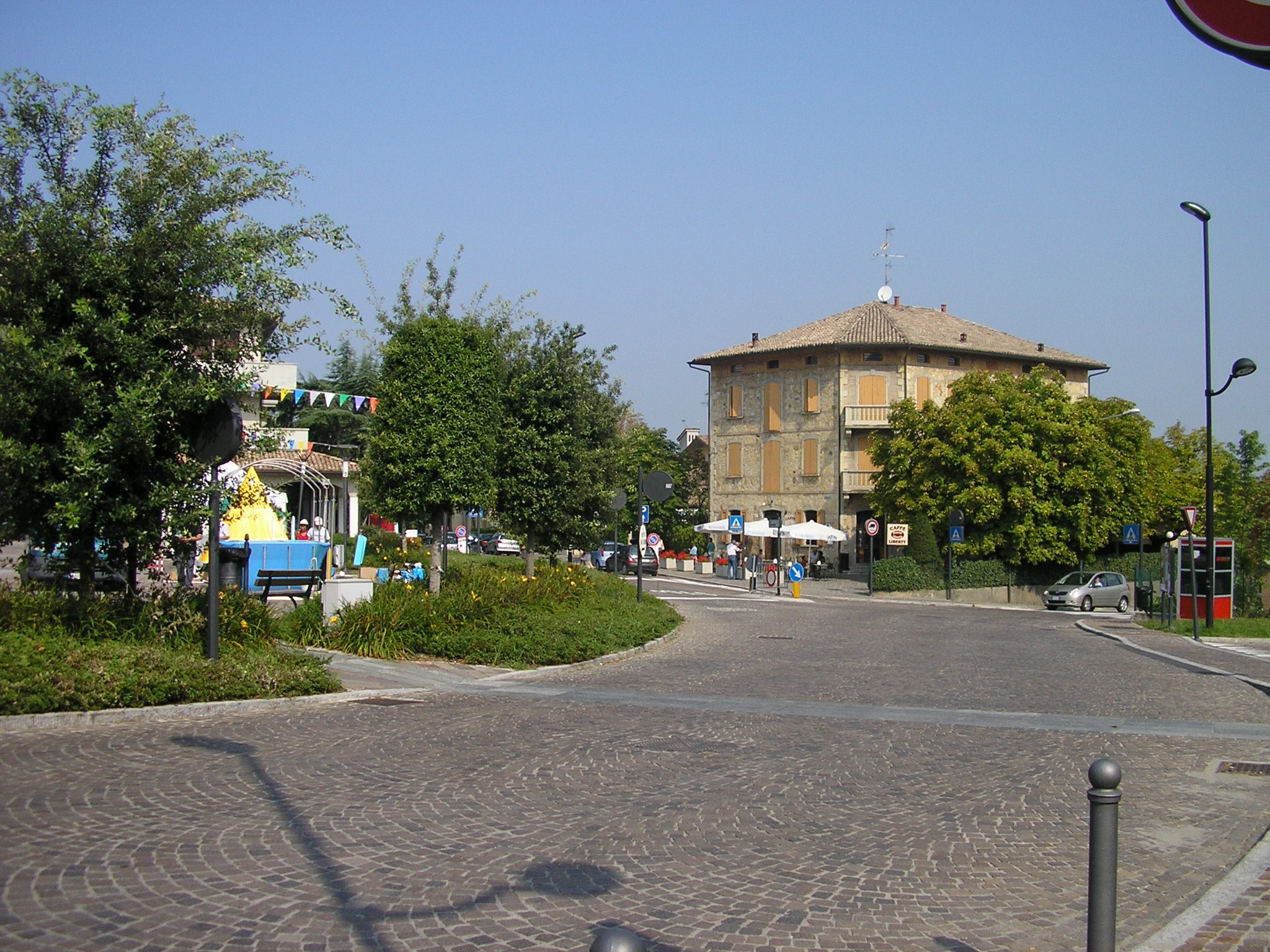
Piazza Enrico Cavicchioni

### Evoluzione demografica
Abitanti censiti

### Etnie e minoranze straniere
Al 1º gennaio 2023 gli stranieri residenti nel comune sono 439, pari al 5,0% della popolazione. Le nazionalità più numerose sono:
- Georgia: 44
- Ucraina: 43
- Marocco: 41
- Romania: 38
- India: 30

## Geografia antropica

### Frazioni
La sede comunale si trova in località La Fola, le frazioni più importanti sono:
- Borzano: la principale frazione del comune sorge lungo la sponda sinistra del torrente Lodola, alle pendici delle colline preappenniniche. È situata a 4 km ad est dal capoluogo comunale, a breve distanza dal confine con Scandiano.
- Caselline, la propaggine settentrionale della località La Fola; l'unione di questi due insediamenti va a generare Albinea. Caselline è situata lungo la provinciale per Reggio Emilia.
- Montericco, una piccola frazione a sud est del capoluogo, edificata lungo la prima quinta collinare dell'Appennino reggiano.
- Botteghe, una frazione ad ovest del capoluogo. Nata attorno ad un incrocio tra strade di campagna, oggi è una zona prevalentemente residenziale.
- Bellarosa (già Cagollo e Dallarosta) iniziò a formarsi come area abitativa ed industriale negli anni sessanta su un'area agricola a nord-est della Fola lungo la strada Buco del Signore-Montericco. Dopo alcuni decenni molte industrie hanno chiuso, mentre sono state costruite molte nuove abitazioni. Il territorio di Bellarosa, già definito Montericco Basso, fa parte del territorio parrocchiale di Montericco, di cui un tempo costituiva la parte bassa.
- La Noce (La Nosa in dialetto reggiano), una piccola frazione situata ad est del capoluogo, molto vicina alla frazione Bosco del confinate comune di Scandiano. Ad economia prevalentemente agricola, è composta da un piccolo nucleo di case poste attorno al moderno oratorio di San Giacomo e da abitazioni sparse nei campi. La località fa storicamente parte della frazione di Borzano e dell'omonima parrocchia.

Da citare anche le località di Broletto, Montejatico (il "fecondo Jaco", citato da Ludovico Ariosto nella Satira IV, v. 125), Pareto, Poiano, Cà Bottazzi, Cà del Vento, San Geminiano, Cà Speranza, La Vitala, La Russia, Fondo Lavacchiello, Cittadella di Borzano, Cà de' Duchi, Mattaiano, Bellavista, San Giacomo, Pisciarotto, Case Prati e Montericco Basso.

## Cultura

### Eventi
Dal 2 al 5 settembre si tiene ad Albinea la tradizionale Fiera della Fola.
A fine ottobre, inizio novembre, si svolge la Festa d'Autunno, occasione per le associazioni del comune di farsi conoscere e per i negozianti di esporre i loro prodotti. Tipica è la presenza dei friggitori di ciccioli.
A metà giugno si svolge la Sagra del Lambrusco, come dice il nome dedicata principalmente al vino tipico reggiano, ma anch'essa occasione di festa e socialità per la comunità.

## Infrastrutture e trasporti

### Strade
Il comune di Albinea è un importante snodo della rete stradale della provincia. La Pedemontana, suddivisa ora nei tronconi SP 21 Albinea-Chiozza ed SP 37 Albinea-Montecavolo, consente di raggiungere ad est la frazione di Borzano, Scandiano e la zona delle ceramiche, e ad ovest Botteghe e Montecavolo. Proprio ad Albinea la Pedemontana incontra la Strada Provinciale 25, che gli consente il collegamento con Caselline e Reggio Emilia, e la Strada Provinciale 63 per Regnano e Casina.
Una rete capillare di strade comunali consente il collegamento con le frazioni di Bellarosa, Montericco e le altre località.

## Amministrazione
Secondo la Pro loco di Albinea il primo sindaco del comune fu Cosmo Cosmi, possidente e pittore. 
All'inizio del 1900 la carica passa all'ingegnere Gaetano Rossi, sostenuto da una giunta cattolico-moderata. Fino al 1920 (anno in cui venne eletto il primo sindaco socialista, il professore Rainero Guidetti), gli amministratori appartenevano all'aristocrazia reggiana. Il 6 agosto del 1922 Benedetto Fossa diventa il primo commissario prefettizio, che due giorni dopo passa l'incarico al ragioniere Luigi Sidoli. Il 22 maggio del 1923 viene designato sindaco l'avvocato fascista Alberto Maramotti. In seguito si alternano commissari prefettizi e podestà.
| Periodo        | Periodo        | Primo cittadino   | Partito                         | Carica  | Note                            |
| -------------- | -------------- | ----------------- | ------------------------------- | ------- | ------------------------------- |
| 23 aprile 1995 | 13 giugno 1999 | Vilmo Delrio      | lista civica di centro-sinistra | Sindaco | [ 10 ]                          |
| 13 giugno 1999 | 12 giugno 2004 | Vilmo Delrio      | lista civica di centro-sinistra | Sindaco | [ 11 ]                          |
| 12 giugno 2004 | 7 giugno 2009  | Antonella Incerti | lista civica                    | Sindaco | [ 12 ]                          |
| 7 giugno 2009  | 25 maggio 2014 | Antonella Incerti | lista civica Uniti per Albinea  | Sindaco | [ 13 ]                          |
| 25 maggio 2014 | 27 maggio 2019 | Nico Giberti      | lista civica Uniti per Albinea  | Sindaco | [ 14 ]                          |
| 27 maggio 2019 | 10 giugno 2024 | Nico Giberti      | lista civica Uniti per Albinea  | Sindaco |                                 |
| 10 giugno 2024 | in carica      | Roberta Ibattici  | lista civica Uniti per Albinea  | Sindaco | lista civica di centro-sinistra |

### Gemellaggi
- Treptow-Köpenick, dal 1997[15]
- Casola Valsenio, dal 2023 (patto di amicizia)

## Sport

### Calcio
Nell'estate del 2017 la U.S.D. Albinea, storica e più blasonata squadra locale (fondata nel 1941, arrivò fino alla Promozione) si è fusa con il Bellarosa, dando vita alla United Albinea. La società è iscritta alla Seconda Categoria. Fulcro delle attività è lo stadio "Il Poggio", nel centro del paese. 
La compagine calcistica della frazione di Borzano è la Borzanese, militante nel campionato di Seconda Categoria in seguito alla promozione avvenuta nell'estate del 2020. La Borzanese rappresenta anche il comune di Albinea in occasione del Torneo della Montagna, oltre a promuovere il calcio amatoriale.
Altre squadre del territorio sono l'Hellas Albinea (calcio a 5), la Polisportiva Albinetana, l'Albinetum (calcio a 7) e la Folese (vincitrice nel 2024 del Torneo della Montagna).

### Pallacanestro
Dal luglio 2012 la squadra di basket albinetana è il A.S.D. Go Iwons Basket, che attualmente milita nel campionato di Promozione. Questa società nasce dall'unione tra l'A.S.D. Go Basket Albinetana, realtà cestistica dalla presenza consolidata in ambito provinciale e la Polisportiva Iwons, nata da un sodalizio di giovani albinetani.

### Pattinaggio artistico
Particolare interesse negli ultimi anni ha suscitato il percorso sportivo dello Skating Club Albinea, società di pattinaggio artistico che ha all'attivo diversi successi in ambito nazionale ed internazionale. Fiore all'occhiello è il Precision Team (pattinaggio sincronizzato), sette volte consecutive campione d'Italia (2006-2007-2008-2009-2010-2011-2012).
In ambito Internazionale, il gruppo Precision è tre volte campione d'Europa (2008-2009-2011), vicecampione d'Europa (2012), vicecampione del mondo (2008 e 2009) e medaglia di bronzo ai campionati del mondo 2011

## Galleria d'immagini

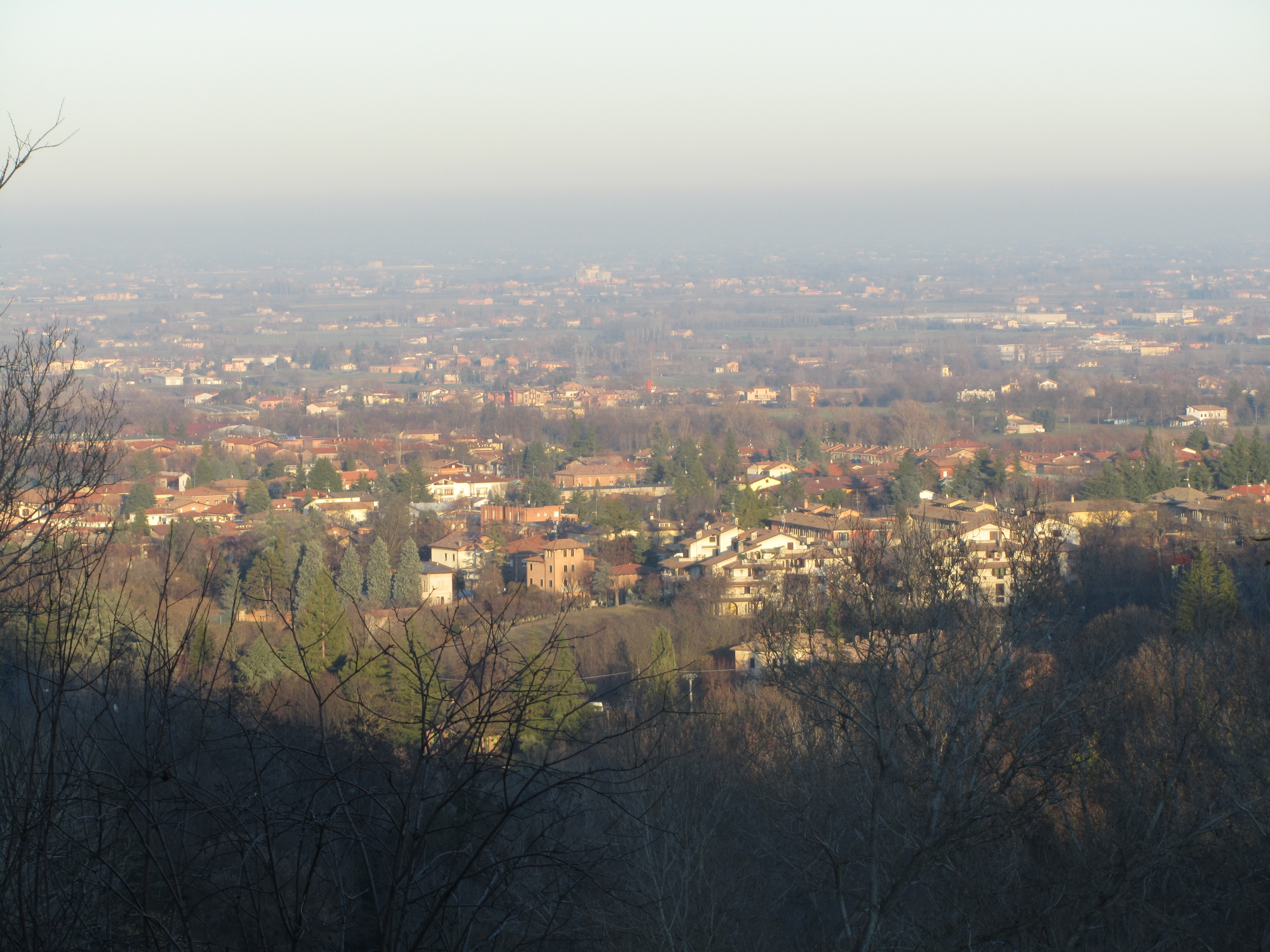
Albinea Fola
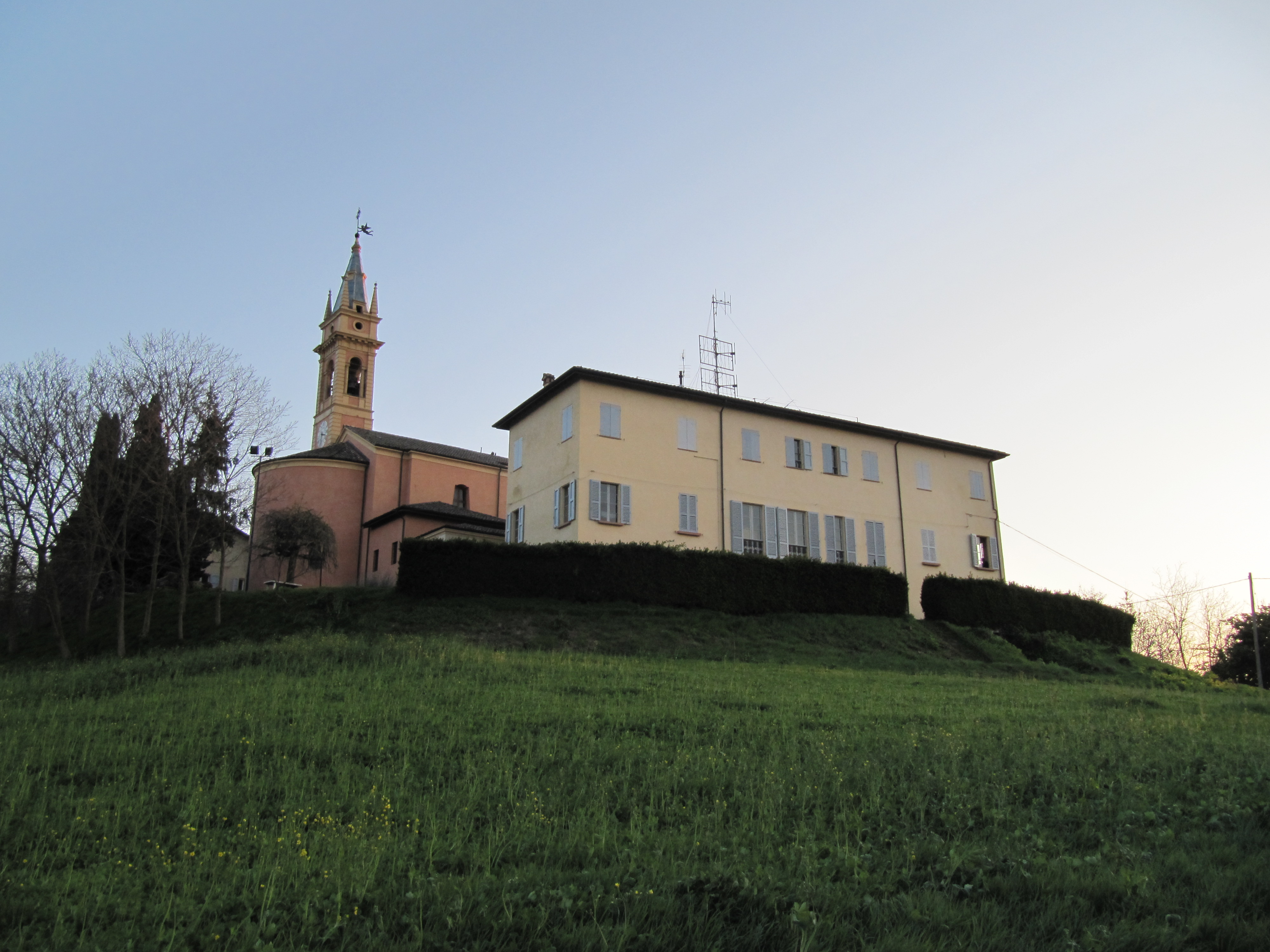
Albinea: l'antica Pieve e la canonica
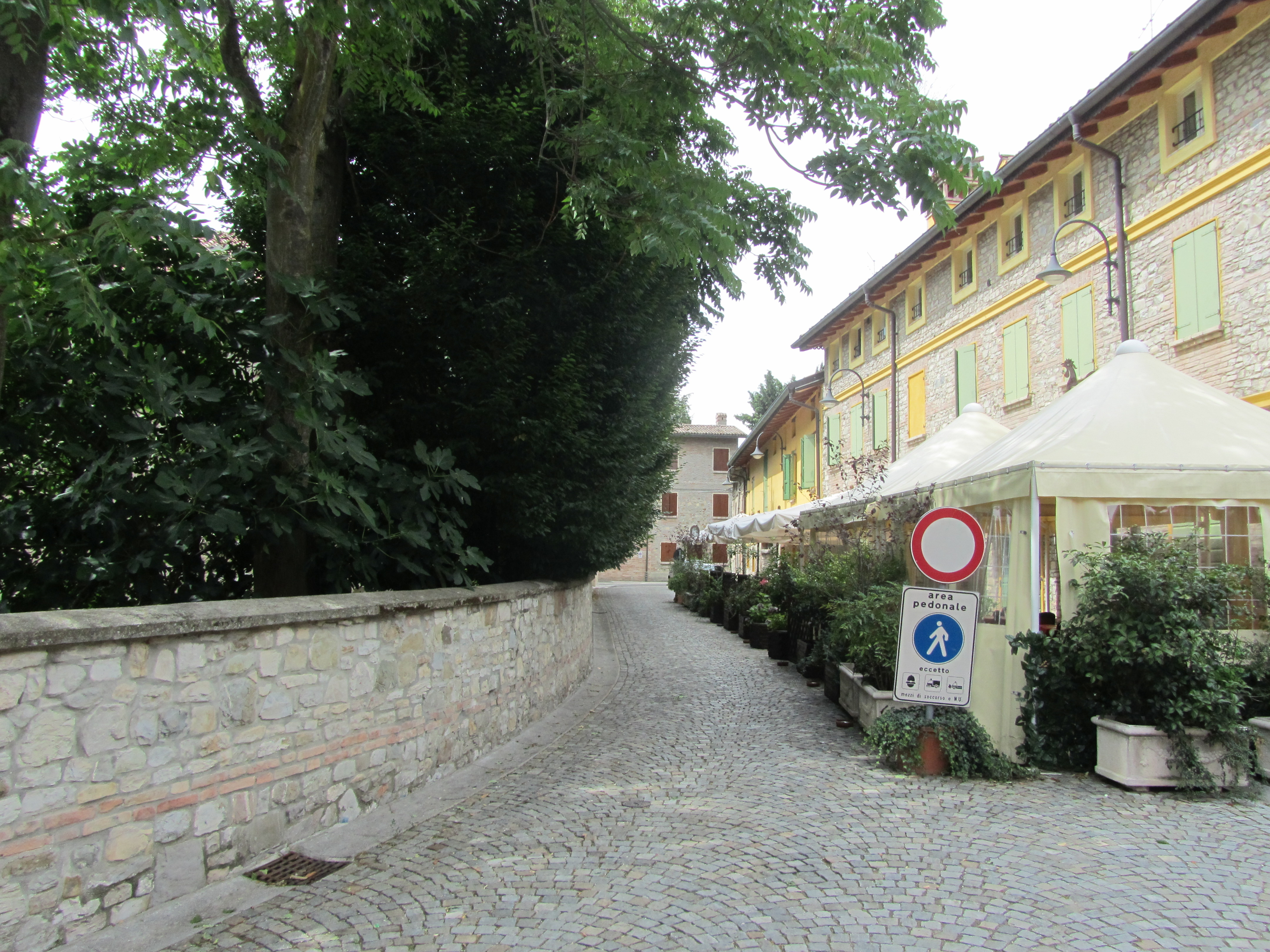
Borzano
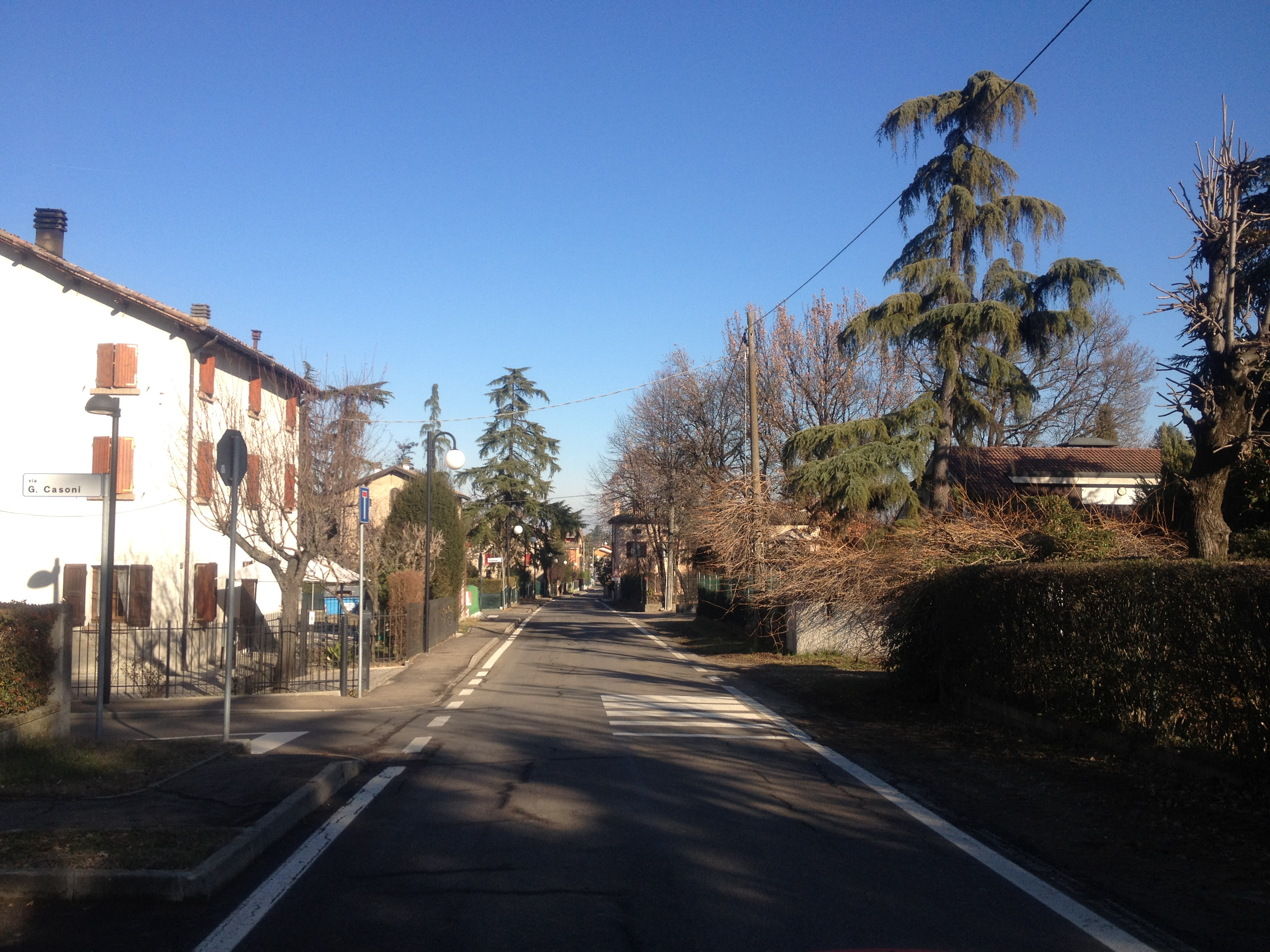
Botteghe
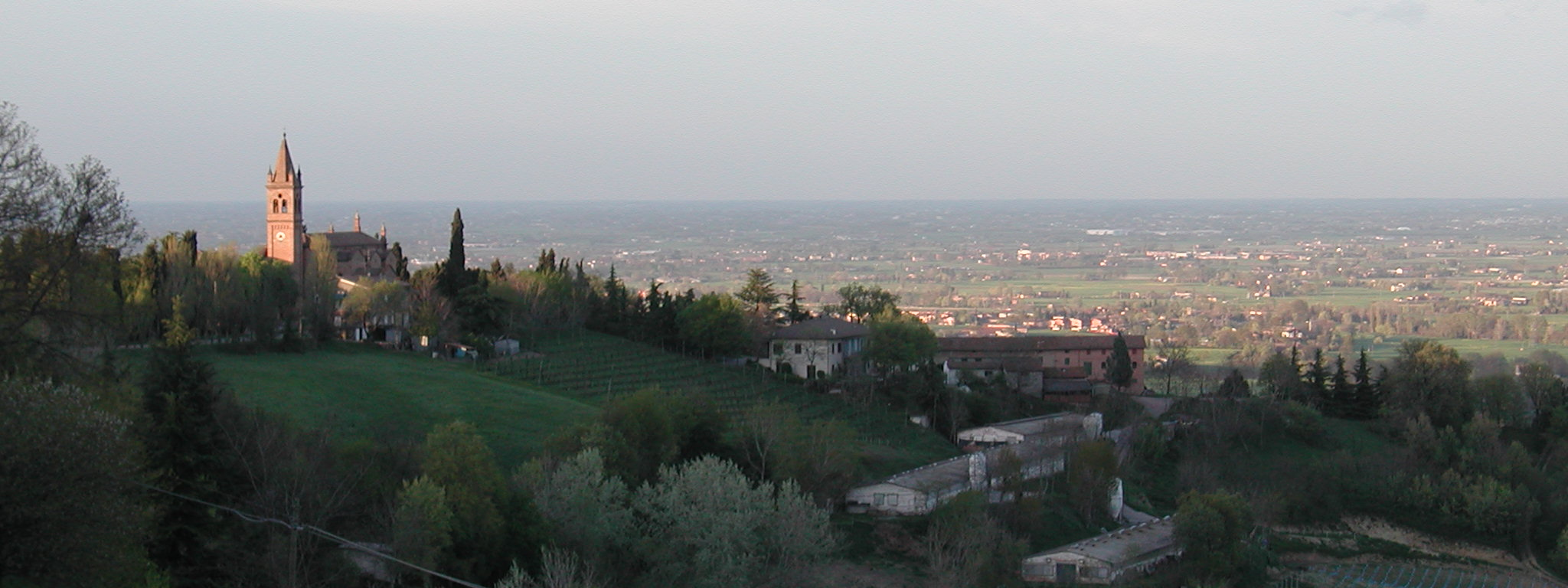
Montericco: colline
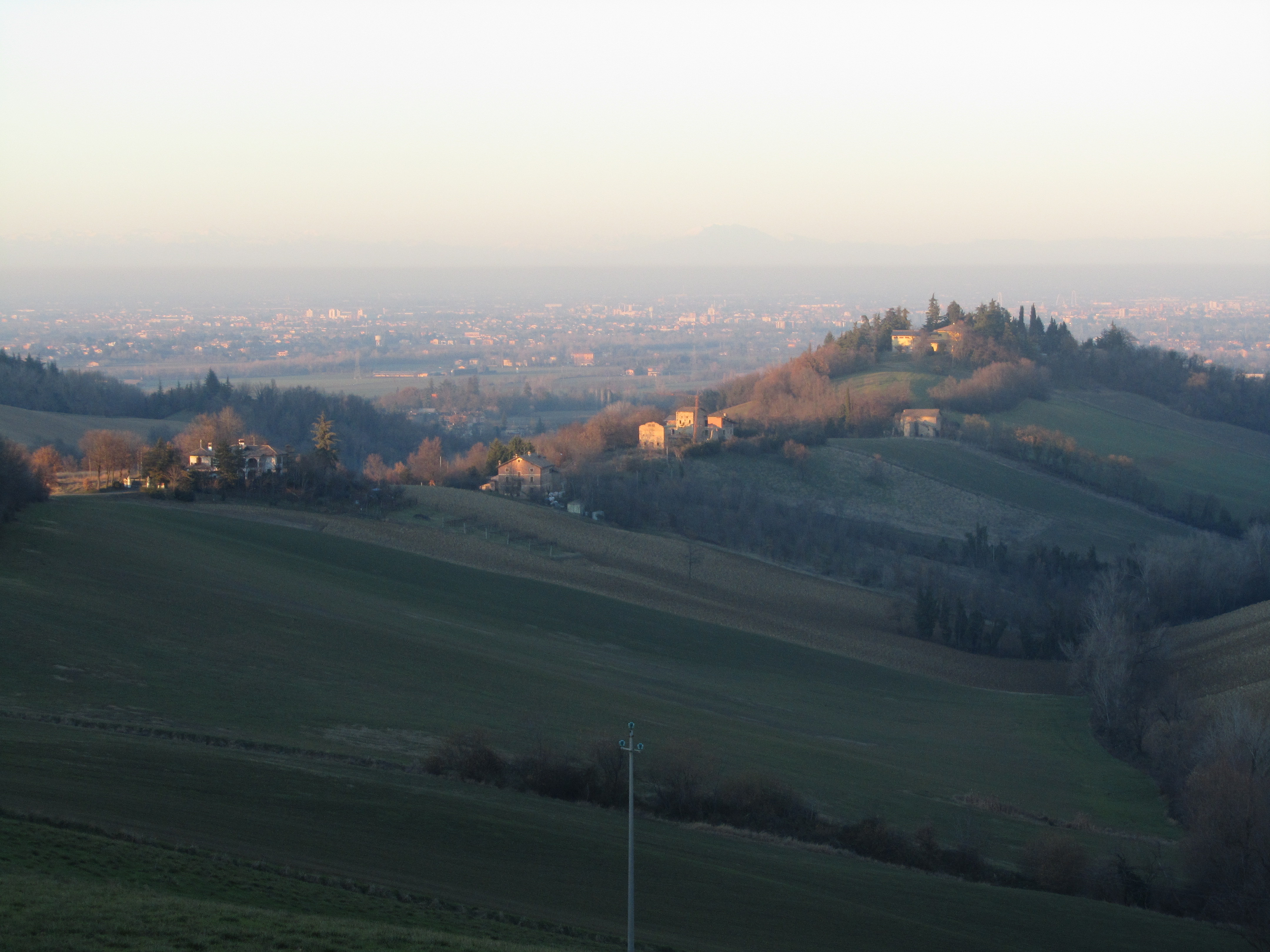
Poiano
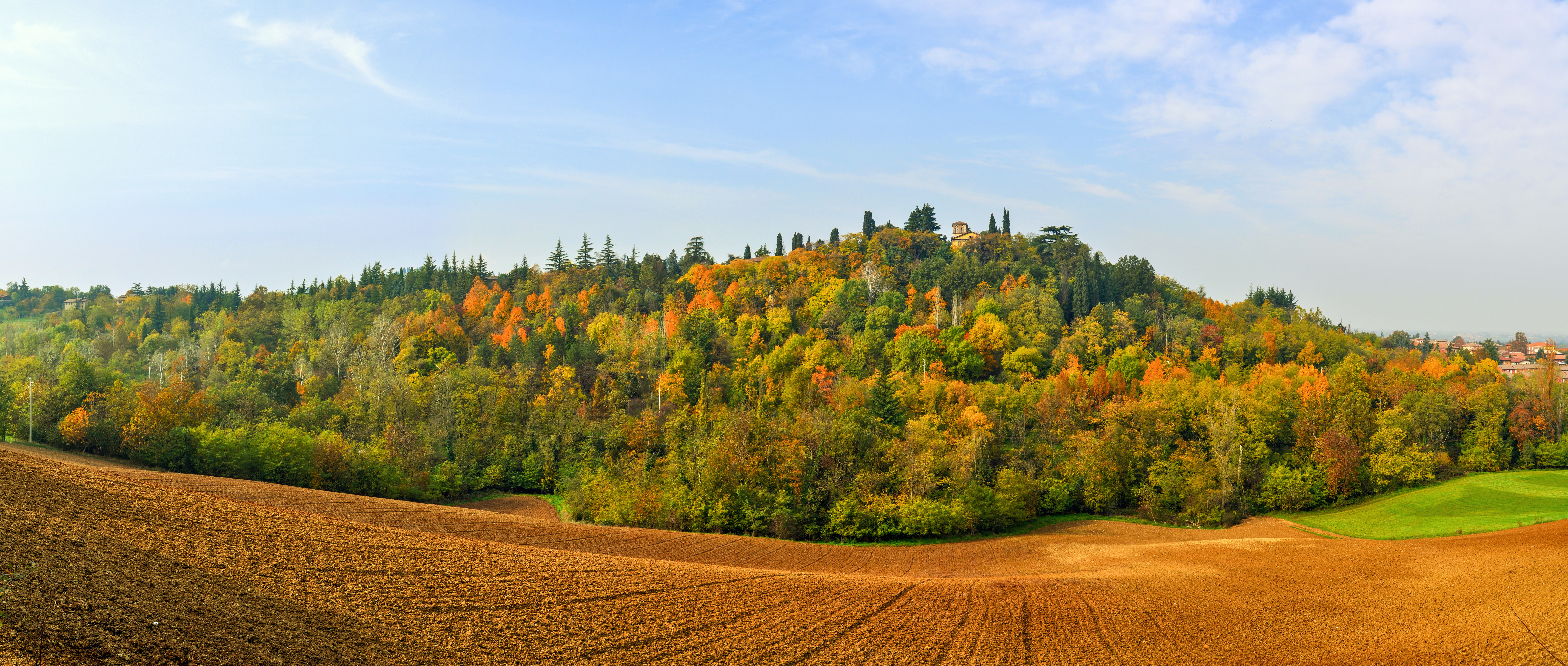
Il parco Fola